# Óscar Gurría Guerra
Óscar Gurría Guerra, más conocido por "Gurría" (Arguedas, Navarra; n. 4 de marzo de 1973), es un exjugador y entrenador de fútbol que jugaba en la demarcación de delantero centro. Actualmente dirige al C.D. Alfaro de la Segunda Federación.

## Trayectoria

### Como jugador
Fue una de las promesas de la cantera del Athletic Club en los años noventa. Goleador rápido y habilidoso. En 1994 puso rumbo a Lezama tras una gran temporada en el C.D. Ribaforada, donde jugó como cedido procedente del equipo de su pueblo, el C.D. Muskaria. En el San Bartolomé se le recuerda por sus espectaculares goles y volteretas de celebración, su sello personal. En 1995 se marchó al CD Izarra y más tarde militó en clubs como el Terrassa FC y CD Calahorra. En 2001, firmó por el C.D. Alfaro donde jugaría durante 7 temporadas, antes de retirarse en 2008.

### Como entrenador
Tras retirarse como jugador, en agosto de 2011 comenzó su trayectoria como entrenador haciéndose cargo del Club Deportivo Muskaria de Arguedas de la Primera Regional de Navarra, en el que trabaja durante tres temporadas en su primera etapa.
En la temporada 2014-15, firma por el Club Deportivo Murchante de la Regional Preferente, donde trabaja durante dos temporadas.
En la temporada 2016-17, regresa al conjunto arguedano de la Primera Regional de Navarra.
En la temporada 2020-21, se convierte en entrenador del Club Deportivo Cadreita de la Territorial Preferente de Navarra.
El 11 de enero de 2023, firma como entrenador del C.D. Alfaro de la Segunda Federación, formando tándem con Jorge Sola Ruiz.

## Clubes

### Como entrenador
| Club                     | País   | Año       |
| ------------------------ | ------ | --------- |
| Club Deportivo Muskaria  | España | 2011-2014 |
| Club Deportivo Murchante | España | 2014-2016 |
| Club Deportivo Muskaria  | España | 2016-2017 |
| Club Deportivo Cadreita  | España | 2020-2021 |
| C.D. Alfaro              | España | 2023-act. |